# Warren Barrett
Warren Barrett, né le 9 juillet 1970, est un footballeur jamaïcain qui détient le record de sélection avec l'équipe de Jamaïque de football. Il joue au poste de gardien de but.

## Équipe nationale
Il dispute la Coupe du monde de football 1998. 
Il joue son dernier match international contre le Honduras lors de la Gold Cup 2000, entrant en jeu après l'expulsion d'Aaron Lawrence.

## Parcours en club
- 1988-2000 : Violet Kickers (Montego Bay)
- 2000 : Wadadah Football Club (Montego Bay)
- 2000-2001 : Violet Kickers (Montego Bay)

## Palmarès
- Champion de Jamaïque en 1994 et 1996.
- 127 sélections (1990-2000) selon la Fédération de Jamaïque de football (incluant des matchs contre des clubs, des sélections espoirs ou olympiques).